# Iglesia de San Pedro (El Vigo)
La iglesia de San Pedro es un edificio situado en la entidad de población española de El Vigo, en la provincia de Burgos.

## Descripción
El edificio se encuentra en la entidad de población española de El Vigo, del municipio de Valle de Mena, perteneciente a la provincia de Burgos, en la comunidad autónoma de Castilla y León. Se menciona como iglesia parroquial del lugar en el decimosexto y último volumen del Diccionario geográfico-estadístico-histórico de España y sus posesiones de Ultramar de Pascual Madoz, donde aparece descrita con las siguientes palabras: «una igl. parr. (San Pedro) aneja de la de Vallejo, servida por un cura párroco».